# Карл Ізідор Корі
Карл Ізідор Корі (чес. Carl Isidor Cori; нар. 24 лютого 1865, Мост — пом. 31 серпня 1954, Відень) — чеський і австрійський зоолог. Ректор Німецького університету в Празі. Батько Карла Фердинанда Корі.

## Біографія
Карл Ізідор Корі народився 24 лютого 1865 року в Мості. Його батько, Франц Едуард Корі, був родом з Їндржихув Градця. Вивчав зоологію в Празькому університеті і продовжив навчання в Лейпцизькому університеті, де в 1889 році отримав ступінь доктора філософії. Через два роки він захистив докторську дисертацію з медицини в Празі, а в 1892 році отримав габілітацію з зоології та порівняльної анатомії.
Потім він працював у Німецькому технічному університеті в Празі, спочатку асистентом професора зоології, в 1898 році став екстраординарним професором, а в 1905 році — повним професором. Університет допомагав Корі в його науковій роботі і дозволив йому залишитися в Трієсті з 1898 року. Корі став директором місцевої зоологічної станції і одночасно очолив місцеву океанографічну станцію біологічних досліджень з вивчення тварин і рослин. Корі спеціалізувався на дослідженні деяких морських тварин, особливо групи Phoronida (Фороніди), про які він написав дві публікації в 1930-х роках. Крім того, він вивчав різні групи морських безхребетних.[джерело?]
У 1918 році він разом з родиною переїхав назад до Праги. З 1919 по 1936 рік він був професором Німецького університету в Празі. У Німецькому університеті після утворення Чехословацької Республіки природничі науки були виділені з філософського факультету в окремий факультет природничих наук. Корі був його деканом у 1921—1923 роках. Тричі очолював Німецький університет як його ректор (1925—1926, 1927—1928, 1930—1931). Крім того, протягом п'яти академічних років він обіймав посаду проректора.[джерело?]
Після утворення Чехословаччини він очолив Інститут зоології, а з 1925 року — Інститут зоології в Празі. Також був заступником директора Науково-екзаменаційної комісії з перевірки педагогічних кваліфікацій для середніх шкіл і членом Німецького товариства наук і мистецтв для Чехословацької Республіки.[джерело?]
У наукових колах він більш відомий завдяки своєму синові, біохіміку Карлу Фердинанду Корі, який разом зі своєю дружиною Гертою Терезою Корі отримав Нобелівську премію в 1947 році за відкриття важливості і функції гормону передньої долі гіпофіза в метаболізмі цукрів.[джерело?]